# 四中五校聯誼賽

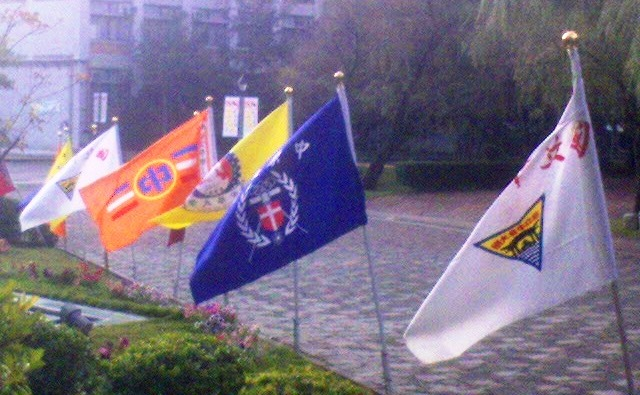
2009年四中五校聯誼賽，四中五校校旗飄揚。

四中五校聯誼賽是北臺灣五所大學一年一度合辦的校際競賽
，已有30年的傳統。參與學校有國立中央大學、中央警察大學、中華大學、國防大學理工學院、中原大學。

## 歷史
1974年（民國六十三年），國立中央大學籌辦「松竹梅賽」，欲以「松」自居擴大梅竹賽，被國立清華大學與國立交通大學婉拒。
1976年（民國六十五年），國立中央大學邀中正理工學院（現國防大學理工學院）、中原理工學院（現中原大學）舉辦三中邀請賽。
1978年（民國六十七年），中正理工學院、中原理工學院、國立中央大學、中央警官學校（現中央警察大學）加入，成為首屆的四中賽。
1994年（民國八十三年），中華工學院（現中華大學）加入四中賽，故改稱為四中五校聯誼賽，此後五校以依次輪流主辦方式進行。

## 賽事項目
四中五校聯誼賽依對象分為教職員組與學生組，以第34屆（2012年）賽事列表如下：
- 教職員組
  - 桌球、羽球、網球、高爾夫球
- 學生組
  - 文：國語辯論、英文演講、即席書法、圍棋、創意熱舞
  - 武：籃球、排球、桌球、羽球、網球、高爾夫球、足球、慢速壘球、跆拳道、劍道、游泳